# 양산 통도사 동종
양산 통도사 동종(梁山 通度寺 銅鍾)은 대한민국 경상남도 양산시, 통도사에 있는 조선시대의 종이다. 조선 숙종 12년, 승려 사인비구가 1686년에 제작했다. 2000년 2월 15일 대한민국의 보물 제11-6호로 지정되었다.
이 종은 형태미가 뛰어날 뿐만 아니라 회화성이 넘쳐나는 하대 문양대를 갖추고 있다. 사인비구가 만든 종 중 유일하게 팔괘가 마련되었고, 유곽의 돌기를 중앙에 한 개씩만 장치하는 등 독창성이 엿보이는 종이다.

## 개요
조선 숙종 12년(1686) 경기도와 경상도 지역에서 활동한 승려인 사인비구에 의해서 만들어진 조선시대 종이다.
사인비구는 18세기 뛰어난 승려이자 장인으로 전통적인 신라 종의 제조기법에 독창성을 합친 종을 만들었다. 현재 그의 작품 8구가 서로 다른 특징을 보이며 전해지고 있다.
이 종은 유일하게 8괘(八卦) 문양을 새긴 것이 특징이다. 큰 종으로 형태미가 뛰어날 뿐 아니라, 종 몸통에 있는 사각형의 유곽안에 9개의 돌기를 새기는 것이 일반적이나, 이 종은 중앙에 단 한 개의 돌기만 새겨 둔 것으로 그의 독창성이 돋보이는 작품이다.

## 같이 보기
- 사인비구 제작 동종
- 통도사

## 참고 자료
- 사인비구 제작 동종 - 통도사동종 - 국가유산청 국가유산포털